# Euphyia anthracinata
Euphyia anthracinata là một loài bướm đêm trong họ Geometridae.